# 拉莫里諾冰川

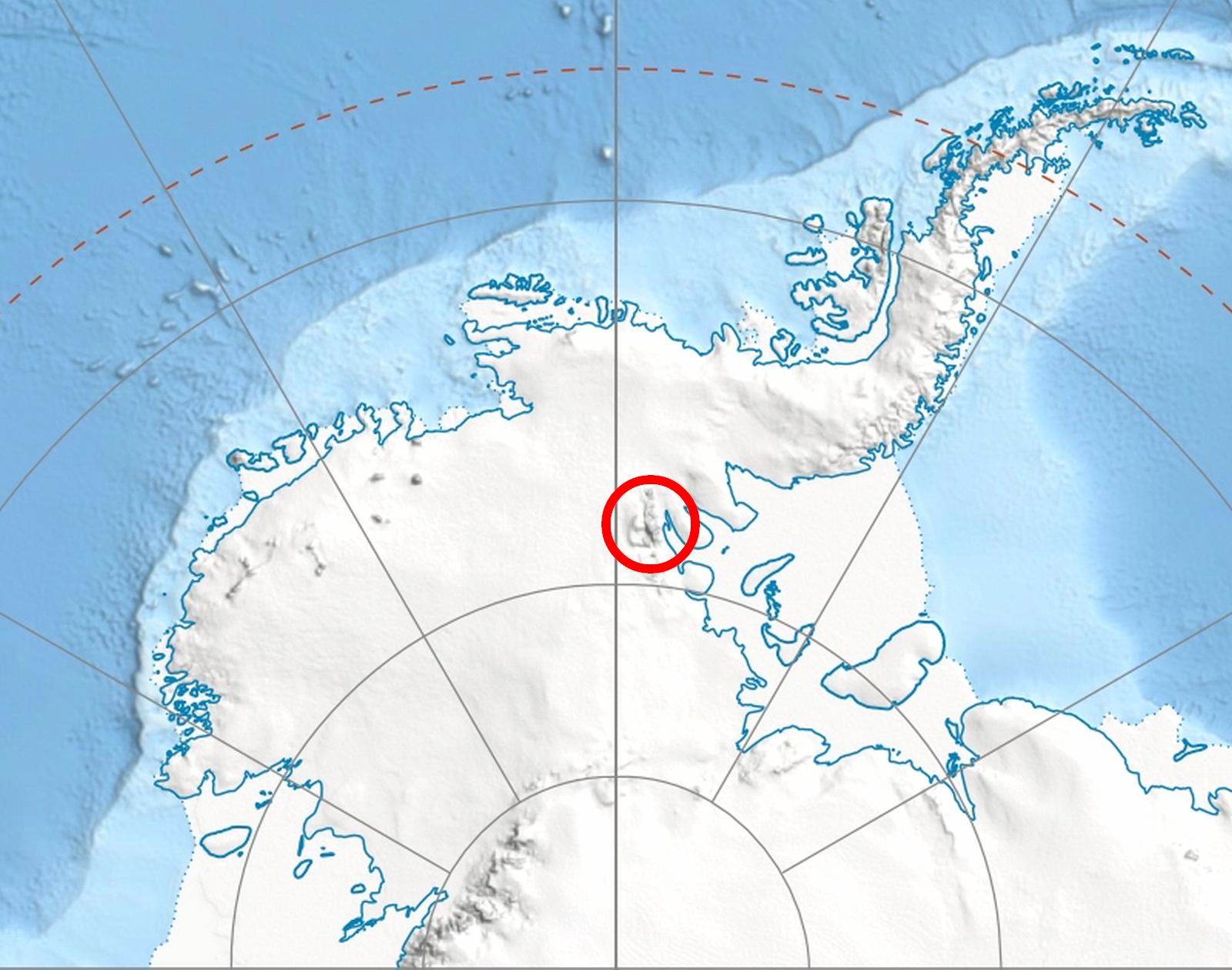

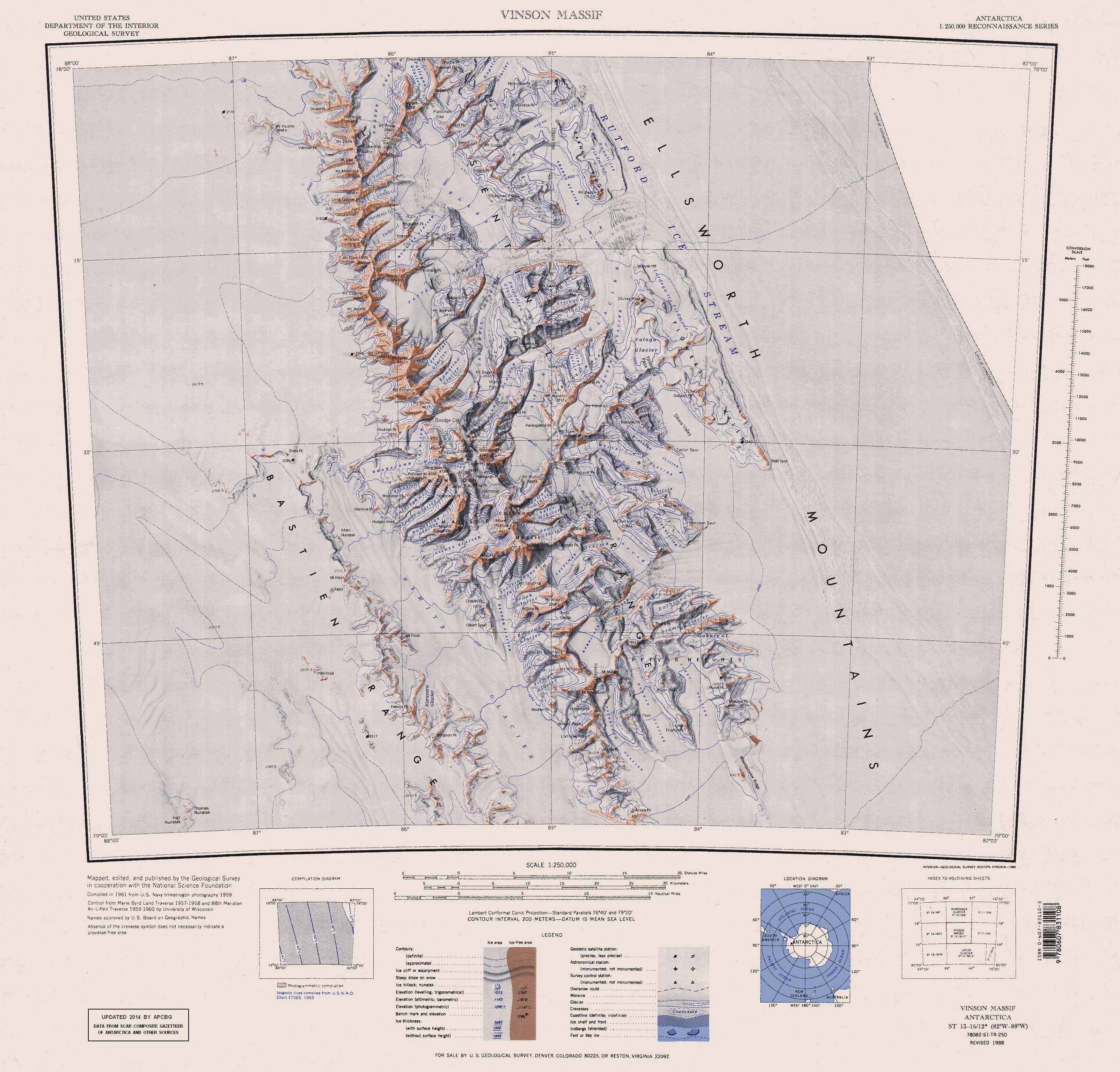

拉莫里諾冰川（英語：Ramorino Glacier），是南極洲的冰川，位於埃爾斯沃思地，流經埃爾斯沃思山脈的森蒂納爾嶺東坡，全長8.3公里，流經艾珀利山和欣山，最終在塞傑斯山西北面注入克羅斯韋爾冰川，現時由南極條約體系管理。